# 1452
| 1452               |
| ------------------ |
| Dødsfald - Fødsler |
| • Litteratur       |

| Gregoriansk kalender | 1452 MCDLII             |
| Ab urbe condita      | 2205                    |
| Armensk kalender     | 901 ԹՎ ՋԱ               |
| Kinesiske kalender   | 4148 – 4149 辛未 – 壬申 |
| Etiopisk kalender    | 1444 – 1445             |
| Jødisk kalender      | 5212 – 5213             |
| Hindukalendere       |                         |
| - Vikram Samvat      | 1507 – 1508             |
| - Shaka Samvat       | 1374 – 1375             |
| - Kali Yuga          | 4553 – 4554             |
| Iransk kalender      | 830 – 831               |
| Islamisk kalender    | 856 – 857               |

Konge i Danmark: Christian 1. 1448-1481
Se også 1452 (tal)

## Begivenheder
- Svenske tropper under ledelse af Karl Knutsson hærger Skåne .
- Sejlads forbydes i Storebælt for at øge indtægterne på Øresundstolden.
- Den portugisiske navigatør Diogo de Teive opdager øerne Corvo og Flores i øgruppen Azorerne.
- 19. marts - Frederik 3. bliver kejser af det Tysk-romerske rige; den sidste kejser der bliver kronet i Rom.
- 18. Juni - Pave Nikolaus 5. udsteder bullen Dum Diversas, der legitimerer den koloniale slavehandel.

## Født
- 10. marts – Ferdinand 2. af Aragonien (død 1516).
- 15. april – Leonardo da Vinci, maler (død 1519).
- 21. september – Girolamo Savonarola, italiensk/florentinsk præst (død 1498).